# Рододендрон кэтевбинский

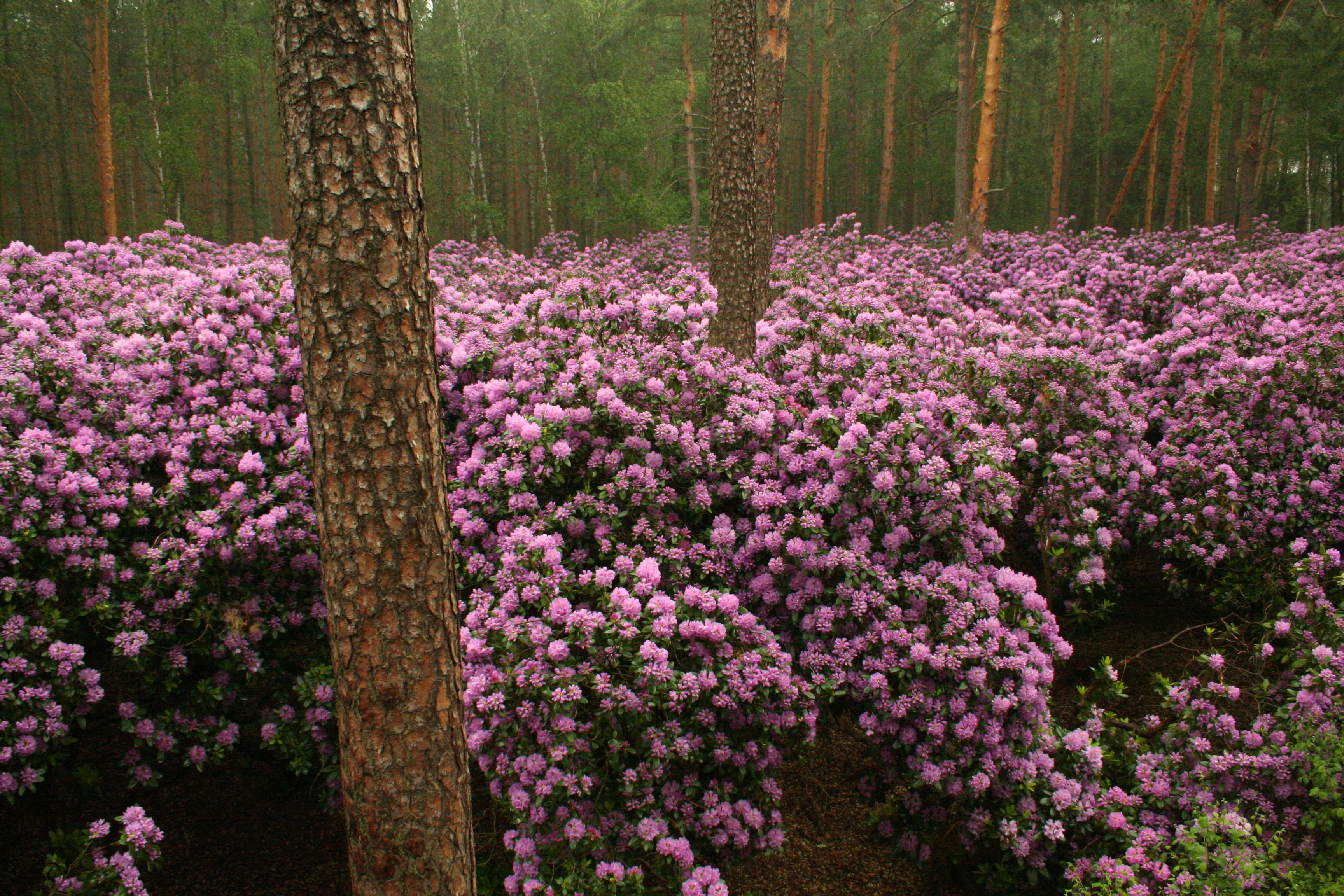

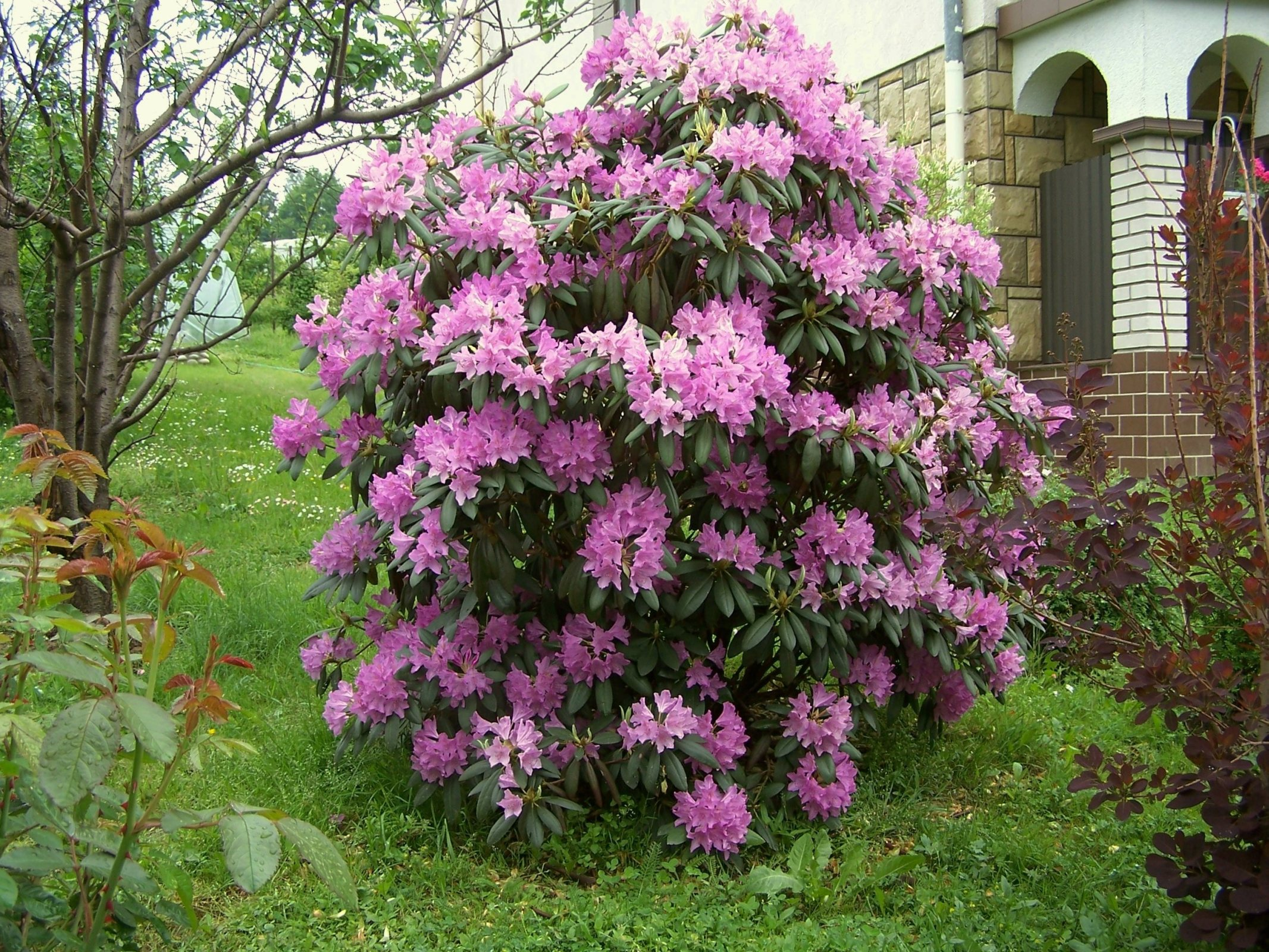

Рододе́ндрон кэтевбинский (лат. Rhododéndron catawbiense) — вечнозелёный кустарник, вид подрода Hymenanthes секции Ponticum подсекции Pontica рода Рододендрон (Rhododendron) семейства Вересковые (Ericaceae).
Используется в качестве декоративного садового растения и в селекционных программах при создании сортов зимостойких вечнозелёных рододендронов. Рододендрон катевбинский был одним из первых рододендронов, завезённых в Европу из Северной Америки. Поскольку он является одним из самых морозоустойчивых крупнолистных рододендронов, его широко использовали при выведении хорошо переносящих зиму сортов. Гены рододендрона катевбинского присутствуют во многих старых сортах вечнозелёных рододендронов, в том числе и в самом распространённом сорте 'Catawbiense Grandiflorum'.

## Распространение и экология
В природе распространён в восточной части Северной Америки от Виргинии до Джорджии, Теннесси и Алабамы. Встречается в верхнем поясе Аллеганских гор на высоте около 2000 метров над уровнем моря. Растёт под пологом леса или образует обширные заросли на открытых пространствах.

## Ботаническое описание
Вечнозеленый, широко разрастающийся кустарник высотой от 2 до 4 м, диаметр куста обычно превышает его высоту. В десятилетнем возрасте высота растений около 1,5 м. Обладает довольно высокой скоростью роста, в районе Подмосковья он растет по 8—12 см в год.
Молодые побеги вначале с войлочным опушением, позже становятся голыми.
Листья от эллиптических до продолговато-эллиптических, на конце тупые или остроконечные, у основания закругленные, длиной 7—15 см, шириной 3—5 см, сверху тёмно-зелёные, блестящие, голые, с 16 парами хорошо выраженных жилок, гладкие, снизу бледные, голые, черешки длиной 1,5—3,0 см. Молодые листья слегка опушённые.
Цветки по 15—20 в плотных соцветиях, 12—15 см в диаметре, от широковоронковидных до колокольчатых. Цветоножки длиной 2,5—3,5 см, покрыты ржавыми железистыми волосками. Чашечки с 5 короткотреугольными долями. Цветки напоминают расширенный колокольчик сиренево-пурпурного, фиолетового, белого или светлого фиолетово-красного цвета, c желтовато-зелёными крапинками. Венчик около 6 см в диаметре, с 5 широкими закругленными долями. Тычинок 10, нити белые, у основания густоопушенные. Завязь с ржавым войлочным опушением. Столбик голый. Аромат отсутствует.
Плод — коробочка. Созревание в октябре.
Цветёт в конце мая — начале июня, реже в июле. Продолжительность цветения около месяца.
Продолжительность жизни составляет около ста лет.

## В культуре
В культуре известен с 1809 года. Один из самых распространенных видов в культуре. Трехлетние сеянцы этого вида являются лучшим подвоем для многих сортов вечнозеленых рододендронов.
В Латвии интродуцирован в середине XIX века. В климатических условиях Латвии полностью зимостоек, высокодекоративен. Ежегодно обильно цветёт и плодоносит. В ботаническом саду Санкт-Петербурга рододендрон кэтевбинский выращивался в 1939—1941, 1946—1947, 1962—1971, 1979—2005 годах.
Рододендрон лучше всего сажать ранней весной или в начале сентября, а кустарники с закрытой корневой системой в любое время, кроме поздней осени и периода цветения. Пересаживать рододендрон зимостойкий нельзя также во время цветения и поздней осенью.
Выдерживает понижения температуры до −32 °С. Корневая система выдерживает понижения температуры до −18 °C.
Теневынослив, также хорошо растёт и на освещённых солнцем местах. Почвы богатые гумусом, хорошо дренированные, кислые или слабокислые. В садах высаживают группами и поодиночке на фоне хвойных или лиственных деревьев.
В ГБС выращивается с 1963 г. Высота 1,2 м, диаметр кроны 85 см. Растёт сравнительно быстро, ежегодный прирост 8—12 см. Цветёт ежегодно, начиная с 6 лет, около 20 дней, с 5 по 25 июня ± 3 дня. Плоды созревают в конце октября-в ноябре. Зимостойкость высокая. При обработке стимуляторами корнеобразования укореняется 76 % черенков. Семена хранят в бумажных пакетах или в плотно закупоренных стеклянных сосудах в сухом неотапливаемом помещении. При таком способе хранения всхожесть сохраняется около 4 лет. Всхожесть семян 83—91 %. Стратификация не нужна. Посев семян рекомендуется проводить в декабре-феврале в тепличных условиях при 18—20 °С без заделки в почву.
В условиях Нижегородской области зимостоек. В суровые зимы обмерзают концы однолетних побегов. Зимой ветви часто обламываются снегом. Семена вызревают.
Rhododendron catawbiense обычно обрезают в мае для придания плотности и компактности кроне кустарника. Однако, формирующая обрезка замедляет цветение и рост. Поэтому, нередко вместо обрезки удаляют небольшое количество вегетативных почек для тех же целей.

## Сорта

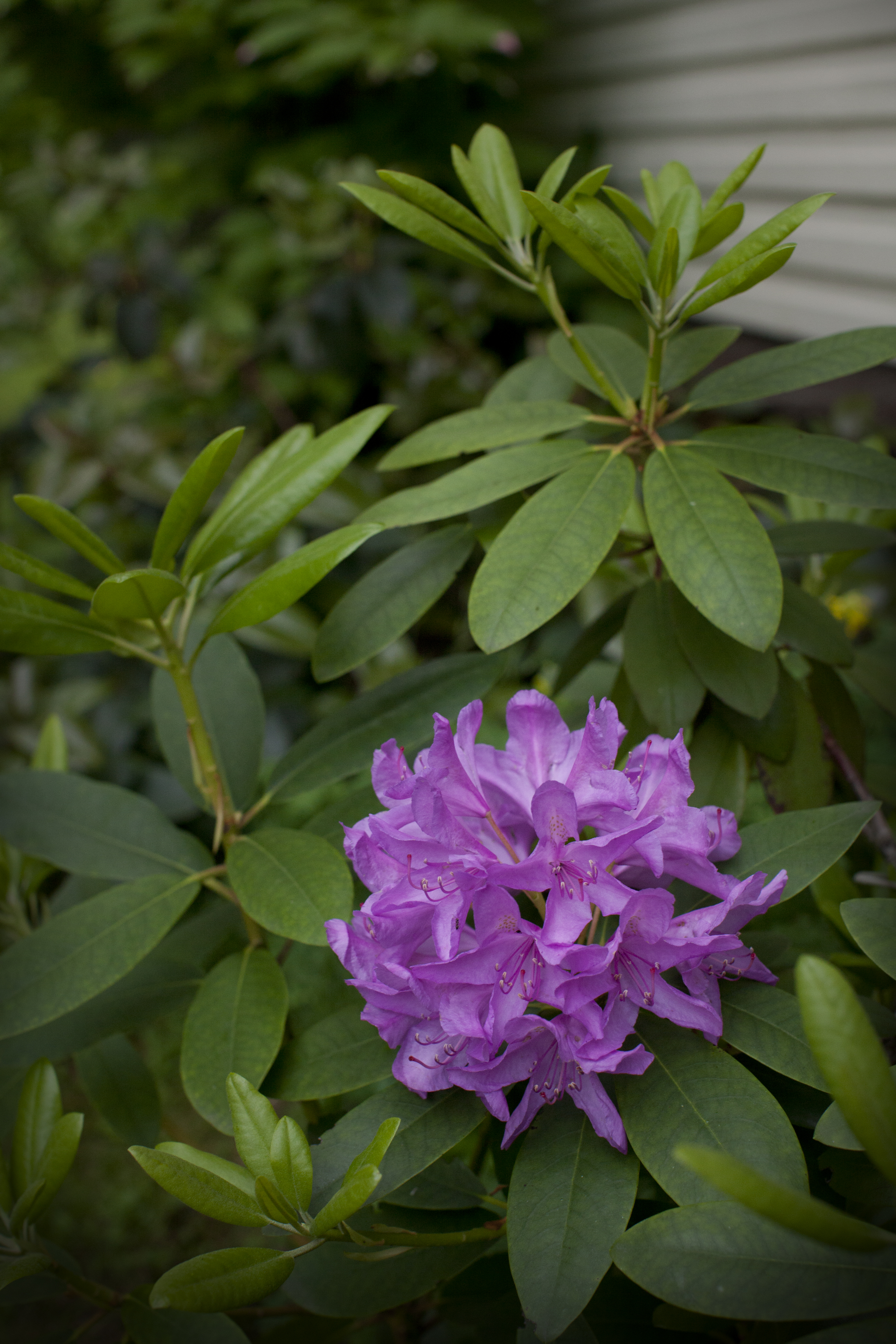
Rhododendron 'Catawbiense Boursault'

Несколько вариаций имеют статус сорта.
- 'Catawbiense Album' Waterer A. (Knap Hill), до 1890. Достоверной информации о происхождении нет. Либо растение отобрано среди видовых сеянцев, либо является результатом гибридизации. В десятилетнем возрасте высота куста около 180—200 см. Цветочные почки (зимой) желтовато-зелёные. Бутоны розовые. Соцветие коническое, несёт около 13—20 цветков. Цветки широко-воронковидные, белые с зелёными или коричневыми отметинами, диаметр около 60 мм. Аромат отсутствует. Выдерживает понижения температуры воздуха до −32 °С[10][11]. В условиях Нижегородской области зимостоек. Зимует без повреждений. Цветёт и плодоносит[9].
- 'Catawbiense Boursault' H. Boursault, до 1849 (syn.: 'Boursault', рус. 'Катавбинзе Бурсо') Сорт был выведен ещё до 1849 года из семенного потомства рододендрона виргинского, однако более точных сведений о происхождении нет. Быстрорастущий сорт. В десятилетнем возрасте высота куста около 140—180 см, ширина 160—200 см. В районах с высоким снеговым покровом высота кустов около 1 м, так как снег пригибает широко раскинутые ветви к земле. Цветочные почки (зимой) желтовато-зелёные. Соцветия шарообразные, сплюснутые, несут около 11—17 цветков. Бутоны тёмно-фиолетовые. Цветки воронковидные сиренево-фиолетовые с красноватыми или бледно-коричневыми отметинами, диаметр около 70 мм. Аромат отсутствует. Выдерживает понижения температуры воздуха до −29…-32 °С. Сорт легко поражается Phytophthora cinnamomi[12][13][14].
- 'Catawbiense Grandiflorum' Waterer A. (Knap Hill), до 1850 года). Достоверной информации о происхождении нет. Либо растение отобрано среди видовых сеянцев, либо является результатом гибридизации. В десятилетнем возрасте высота куста около 120—180 см. Соцветия шарообразные, сплюснутые, несут 12—19 цветков. Цветки цвета лаванды, с жёлто-красными отметинами. Тычинки фиолетово-коричневые. Аромат отсутствует. Выдерживает понижения температуры воздуха до −26…-32 °С[15][16]. В условиях умеренно-континентального климата зимостоек.[17].